# Antonio Giuseppe Testa
Antonio Giuseppe Testa (Ferrara, 7 aprile 1756 – Ferrara, 28 gennaio 1814) è stato un medico italiano.

## Biografia
Dotato di grande intelletto, sin dall'età di quattordici anni componeva elegie latine per funerali e nozze di importanti personaggi della propria città e seguiva il padre Giuseppe, anch'egli medico, nella sua professione in ospedale. All'età di quindici anni si iscrisse alla Facoltà di Medicina dell'Università degli Studi di Ferrara, beneficiando di un lascito testamentario del notaio Girolamo Curioni, atto a finanziare studenti più meritevoli con pochi mezzi. Divenne allievo di Petronio Zecchini al corso di medicina pratica; dietro suo suggerimento, frequentò per un periodo l'Università di Bologna, per poi comunque laurearsi a Ferrara nel 1776. Nel frattempo iniziò a frequentare il circolo culturale che ruotava intorno all'abate Alessandro Zorzi, che aveva intenzione di creare una Nuova enciclopedia italiana, conoscendo persone della levatura di Gianfrancesco Malfatti e Lazzaro Spallanzani: con quest'ultimo si confrontò per un breve periodo sulla generazione e la vitalità degli animali.
Durante la discussione della propria tesi di laurea e anche nella sua opera Della morte apparente degli annegati (1780), egli mostrò una posizione critica verso il meccanicismo cartesiano, sostenendo piuttosto un principio «ipermeccanico» responsabile delle funzioni superiori degli animali, tra cui i moti vitali, ispirandosi anche a visioni di medici vitalisti come François Boissier de Sauvages de Lacroix e Johannes de Gorter. Tale principio, secondo Testa, veniva meno in caso di annegamento, fenomeno a cui la medicina dell'epoca si stava interessando sempre più, in considerazione del progresso dei mezzi di rianimazione.

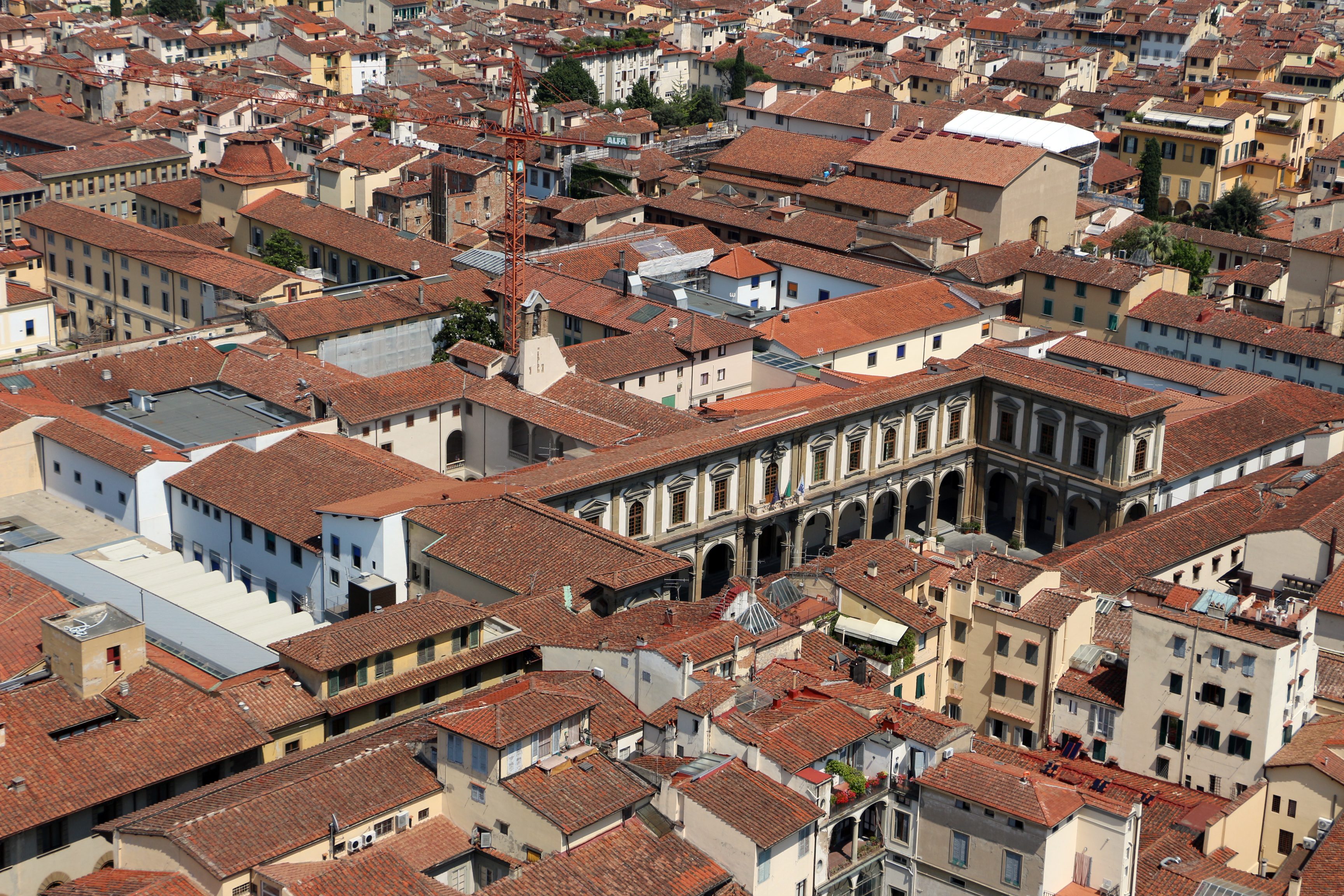
L'ospedale di Santa Maria Nuova

Appena laureato, si trasferì a Firenze per frequentare l'ospedale di Santa Maria Nuova sotto la guida del chirurgo Angelo Nannoni, entrò a far parte dell'Accademia dei Georgofili, perfezionò la pratica medica adottando un approccio empirico ed osservativo, si interessò di organizzazione sanitaria. Caratteristiche che, insieme alla sua concezione vitalistica, riprese nell'opera De re medica et chirurgica epistolae VII (1781), pubblicata dopo il suo ritorno a Ferrara, che gli permise di avere il ruolo di secondo chirurgo dell'Ospedale di Sant'Anna e secondo medico della fortezza dove si trovava di stanza il presidio militare dell'esercito pontificio.

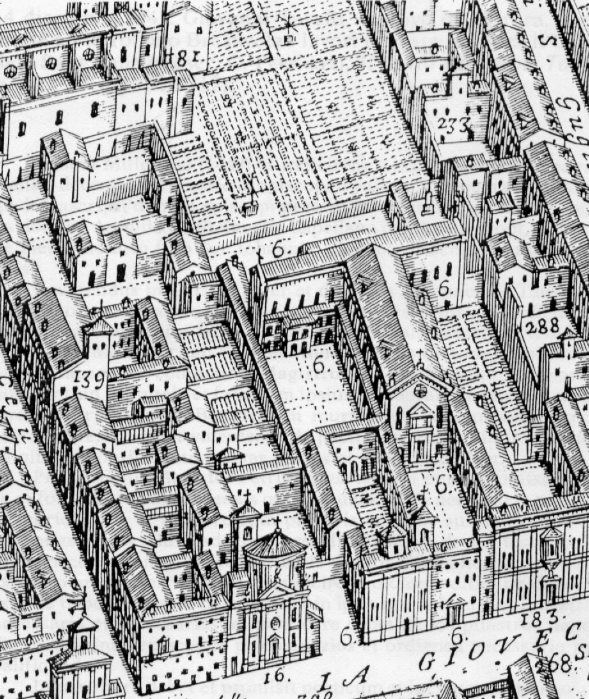
Antico Ospedale Sant'Anna in un alzato di A. Bolzoni del 1747

Successivamente viaggiò per l'Europa, passando, nel 1784, da Ginevra, Losanna, Lione per poi stabilirsi a Parigi a maggio. Lì diventò socio dell'Accademia francese delle scienze e della Società Reale di Medicina. Prestò servizio nei grandi ospedali della città, dove maturò un approccio clinico a letto del paziente e cominciò a svolgere anche attività privata. Al seguito di un suo assistito, il senatore Rezzonico, si trasferì a Londra nel 1786, dove pubblicò l'opera De vitalibus periodis aegrotantium et sanorum. In seguito rientrò a Ferrara dove, nel 1789, ottenne un incarico come docente universitario di un corso istituito appositamente per lui, il "Testo e aforismi di Ippocrate", in cui insegnò il suo approccio osservativo ed empirico maturato durante la sua esperienza a Firenze. Poi divenne chirurgo primario all'Ospedale di Sant'Anna. Nel 1793 ottenne la cattedra di medicina pratica, subentrando al defunto Zecchini. Si dedicò a un progetto di riforma dell'insegnamento e dell'assistenza medica ospedaliera che presentò alle nuove autorità municipali insediatesi nel 1796 sotto l'egida francese. Nell'opera Memoria libera su lo spedale di S. Anna espose le problematiche dell'assistenza ospedaliera del tempo, che concernevano strutture architettoniche inadeguate, pessime condizioni igieniche, scarsa organizzazione del personale, rivedibili regole di ammissione dei malati. Ricalcandosi all'ideale settecentesco di pubblica felicità, conosciuto durante le esperienze francesi, Testa ricalcò come gli ospedali dovessero rappresentare un bene collettivo della società, piuttosto che essere frutto di iniziative caritatevoli. Riteneva inoltre prioritario che gli ospedali fossero per gli studenti luogo di formazione, che doveva realizzarsi a letto del malato, consentendo altresì la dissezione dei cadaveri per la conoscenza dell'anatomia patologica.
Dopo essere stato destituito dagli incarichi nel 1798 per essersi rifiutato di prestare il giuramento civici cisalpino voluto dai francesi, nel 1802, con l'arrivo degli austriaci, fu nominato titolare della cattedra di clinica medica all'Università di Bologna, di cui fu reggente nel 1802-03. In seguito fu anche ispettore generale dei licei e ginnasi di pubblica istruzione e membro dell'Istituto nazionale italiano.
Sposò la marchesa Maria Felci di Rimini, dalla quale ebbe due figli. Pubblicò, fra il 1810 e il 1811, la sua opera più importante in tre volumi, Delle malattie del cuore, rimasta incompiuta, in cui si può comunque apprezzare la più alta espressione della sua concezione vitalistica dei fenomeni organici e dell'approccio empirico ed osservativo alle malattie.
Morì a Ferrara il 28 gennaio 1814 a causa di una malattia polmonare.